# Eric Osterling

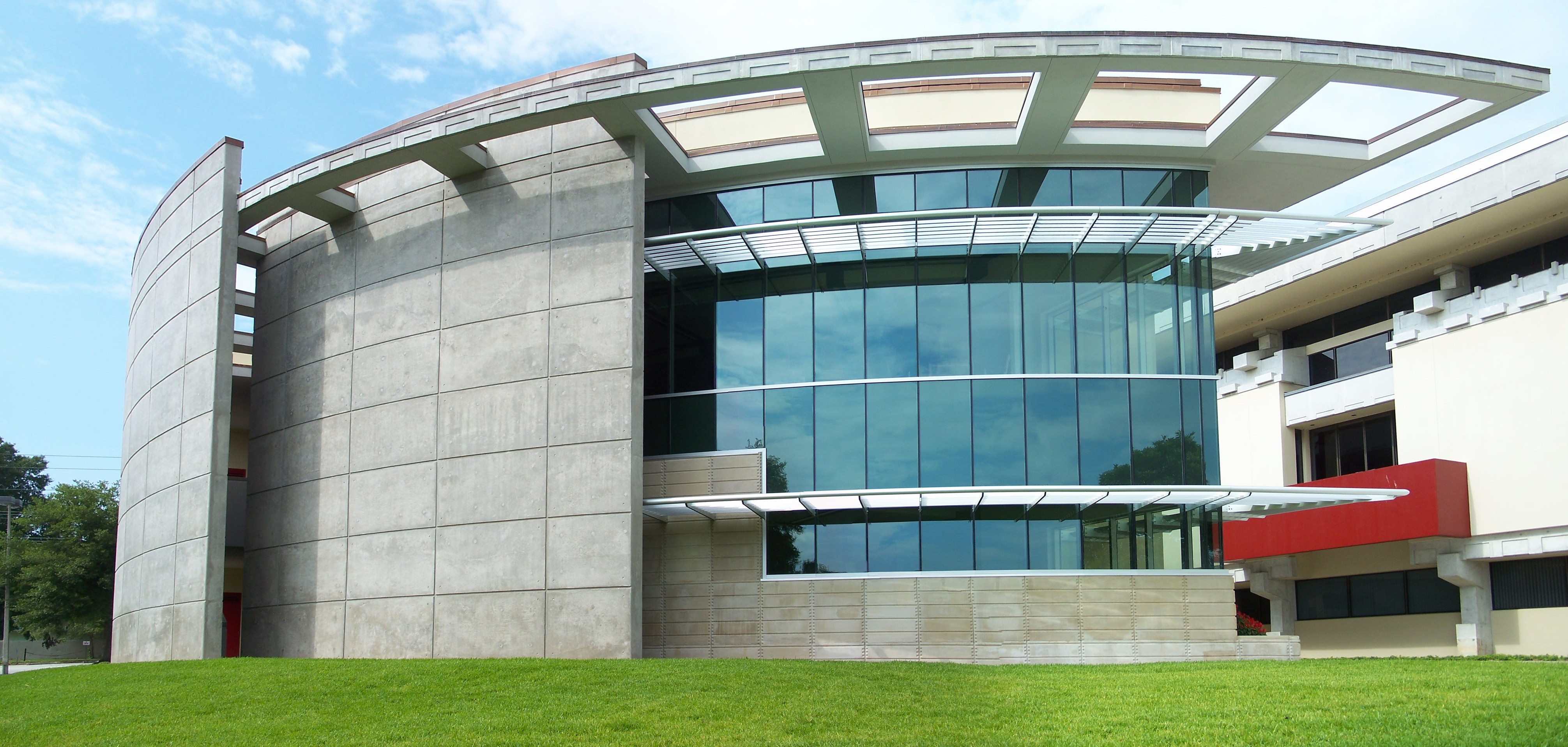
Florida Southern Collage

Eric Osterling (West Hartford, Connecticut, 21 de març de 1926 - Plant City, Florida, 26 de juliol del 2005) va ser un compositor estatunidenc. Va començar la seva carrera musical com a pianista professional quan només tenia 14 anys, d'acompanyament i organització de música per a l'orquestra de Hartford. Va continuar els seus estudis musicals a l'Ithaca College, la Universitat, i l'Escola de Música Hartt, especialitzat en música del director. Osterling és conegut per les seves contribucions com a educador musical. La seva banda de l'escola secundària va ser va tenir un gran nivell estatal, regional i nacional, i va ser considerada una de les millors bandes a l'Este. Més tard, la seva carrera docent el va dur a la Florida Southern College, lloc en el qual va ensenyar durant sis anys. Va ser un compositor i arreglista, amb una gran experiència com a professor de música. Ha estat director de Música de Hal Leonard Corporation, molt conegut en el seu país.